# Roger Vangheluwe
Roger Vangheluwe (Roeselare (Bèlgica), 7 de novembre de 1936 -) fou el 25è bisbe de Bruges (1984-2010). Va dimitir al 24 d'abril de 2010 després que el seu nebot va denunciar-lo per abús sexual durant els anys 1980 del segle passat.

## Biografia
Roger Vangheluwe va estudiar matemàtica, filosofia i teologia a la Universitat Catòlica de Lovaina. Va ser ordenat prevere pel seu predecessor Emiel-Josef Desmedt, bisbe de Bruges el 1963. Va treballar a escoles catòliques, a parròquies i com a prebost d'obres socials de la seva església. De 1968 a 1984 va ser docent al seminari de Bruges. De 1977 al 1984 va ser secretari del vicariat Centrum, que comprèn els municipis d'Izegem, Roeselare, Staden i Tielt.
El 19 de desembre de 1984 el papa Karol Wojtyła va nomenar-lo bisbe de Bruges. El cardenal Godfried Danneels va ordenar-lo el 3 de febrer de 1985. Va obtindre diversos mandats: president de la comissió del diaconat, referendari de l'obra Caritas Catholica de Flandes, la xarxa Rechtvaardigheid en vrede (trad.: Justícia i pau), la federació de les romeries del Benelux i de la Comissió dels serveis cristians al turisme i pax Christi Flandes. També va viatjar molt per a visitar els missioners de la província de Flandes Occidental a l'Amèrica Llatina, Àfrica i Àsia. Dos temes van preocupar-lo oficialment: l'espiritualitat i l'atenció a la pobresa. Durant el seu mandat va publicar unes obres a temàtica pastoral i litúrgica, que van conèixer un cert èxit a la seva diòcesi. Fins a la seva dimissió, va ser molt estimat pels feligresos de la seua diòcesi, que n'estimaven la senzillesa, un cert populisme i la crítica prudent de l'actitud antifeminista de la cúria vaticana.

## Dimissió per raons d'abús sexual
A la nit del 19 d'abril de 2010, membres de la seva família van enviar un correu electrònic als bisbes belgues per a denunciar que Vangheluwe va abusar d'un seu nebot durant anys, abans i després de la seva ordinació de bisbe. Malgrat diverses trobades anteriors, a les quals la seva família va incitar-lo a demetre, no va rendir-se i va preferir continuar la carrera. La discrepància entre els seus actes i idees va manifestar-se encara poc abans de la seva dimissió: el mateix 19 d'abril, encara va donar un curs a la facultat de teologia de la Universitat catòlica de Lovaina. Interpel·lat per un estudiant, quant a la manera d'explicar els escàndols de pedofília a l'església catòlica, va respondre: «Ja ho sé que hi ha molt de dolor a l'església i per l'església. […] L'opinió de l'església sobre la sexualitat i del matrimoni pertorba. Ens dol que coses com aquestes es passen a la nostra família, car l'església és la nostra família. […] Malgrat tot això hi ha moltes raons per a ésser orgullós i feliç dins de l'església. […]» Quan un altre estudiant va demanar-li consell com hauria de respondre durant les classes de religió a les deixebles pertorbats per a l'actualitat va dir: «Fa fàstic. És un escàndol. Però no és pas l'únic problema. No hem d'oblidar que hi ha articles publicats que mostren que la pedofília és molt més rara a l'església catòlica que a altres institucions.»
El bisbe Vangheluwe va demetre's el 22 d'abril de 2010, en confessar que abans i durant el seu mandat de bisbe va abusar d'un nebot seu que era molt petit quan els abusos criminals van començar. El 29 d'abril, va palesar-se que hi ha una segona víctima d'abús, aquest també al si de la família del bisbe caigut.
L'endemà, el primat de Bèlgica, André-Joseph Léonard, va confirmar-lo durant una conferència de premsa. La justícia civil va obrir una enquesta. El papa va confirmar la dimissió en menys de 24 hores, fet extraordinari a la història de l'església catòlica, un record de velocitat segons el diari Hamburger Abendblatt. Vangheluwe seria el primer bisbe catòlic que va haver de dimitir en haver comès el mateix delicte de pedofília. Els bisbes als Estats Units i a Irlanda van haver de fer-ho perquè van amagar delictes dels seus subordinats i negligir de protegir les víctimes.
Com que els fets de delicte contra la llibertat sexual coneguts són prescrits segons el dret penal belga, a l'estat actual, no hi ha conseqüències civils ni penals. Vangheluwe va haver de retreure's a l'Abadia de West-Vleteren en esperar la sanció segons el dret canònic. Sota la pressió popular, l'11 de setembre de 2010, va haver de deixar l'abadia per a una destinació desconeguda. La indignació creixia de dia en dia per la passivitat i el silenci de Joseph Ratzinger i els bisbes belgues, que semblaven més preocupats per les conseqüències financeres per al seu institut que no pel sofriment de les víctimes. La fiscalia de Bruges va obrir una enquesta per a verificar si el bisbe no havia comès altres fets incriminables, com que sembla que el bisbe que només va confessar un crim, en va cometre almenys un segon, amb un altre membre de la seva família.
La confessió tardana de l'antic bisbe de Bruges va desencadenar una onada de denunciacions de crims de pederàstia dins de l'església catòlica belga. En pocs dies, més de quaranta clams han arribat a la comissió instaurada per l'episcopat belga, que no ha volgut revelar detalls, «per a raons de confidencialitat». La crida a la creació d'una comissió d'investigació pública, independent de l'església segons l'exemple alemany era fort. Segons l'episcopat espanyol, a l'estat espanyol, els casos de capellans «són ínfims, tot i que rebutjables»
El 2012, l'Església belga va decidir d'impartir «cursos antipedofília» als seus seminaristes «per no recaure» en els pecats del passat. Malgrat això, l'animació pública sobre la persona de Vangheluwe continuà excitant la població, sobretot quan al maig de 2013, el setmanari catòlic flamenc Kerk en Leven va congratular Vangheluwe pel seu jubileu. El redactor en cap va excusar-se en dir que tenia tota la responsabilitat, però no obstant això, «no pot veure-ho tot».